# モントセラト労働党
モントセラト労働党（モントセラトろうどうとう、英語：Montserrat Labour Party、略称MLP）は、かつて存在したモントセラトの政党。

## 歴史
1951年に設立され、モントセラト労働組合と連携していた。1952年に行われた、初めて普通選挙制 で行われた選挙では、この党は立法評議会の5議席すべてを獲得した。1955年の選挙では2議席を失ったが、1958年には4議席を獲得した。
1960年の憲法改正により首相の職が創設され、MLP党首のウィリアム・ヘンリー・ブランブルが初代首相に就任した。 MLPは1961年と1966年の選挙で7議席のうち5議席を獲得した。